# Arnold Wiltz
Arnold Wiltz (* 18. Juni 1889 in Berlin, Deutschland; † 13. März 1937 in Kingston, New York, Vereinigte Staaten) war ein deutsch-amerikanischer Maler der Moderne.

## Leben
Arnold Wiltz wurde 1889 in Berlin geboren. Später emigrierte er in die Vereinigten Staaten und nahm die amerikanische Staatsbürgerschaft an. Ab 1923 lebte er in der Künstlerkolonie Woodstock im Bundesstaat New York. 1932 nahm er mit einem Gemälde an den Kunstwettbewerben der Olympischen Sommerspiele teil. Er starb 1937 in Kingston, New York.

## Werk
Arnold Wiltz schuf modernistische Landschaftsbilder, in denen er Elemente des Präzisionismus mit surrealer Wirkung kombinierte. Seine Werke bestachen durch klare, kühle Landschaften, architektonische Motive und industrielle Szenen mit träumerischer Qualität. Er war Mitglied der Woodstock Art Colony, wo er bis zu seinem frühen Tod wirkte. Als Grafiker fertigte er zudem Holzschnitte, Holzgravuren und Lithografien an. Bedeutende Werke wie Spillway (1936), Masonry Versus Sky (1936), Woodsman (1936), Quarry Pool (1936), Ashokan Reservoir (1931) und Untitled (Kingston Church) (ca. 1930) befinden sich im Bestand der National Gallery of Art. Einige seiner Gemälde, darunter Firemen’s Hall (1931), Reconstruction (1932) und The Waste Channel (1929), sind Teil der Sammlung des Whitney Museum of American Art.